# Clash of the Champions XI: Coastal Crush
Clash of the Champions XI (sottotitolo Coastal Crush) fu l'undicesima edizione dell'omonimo evento in pay-per-view; si svolse il 13 giugno 1990 presso la McAlister Field House di Charleston (Carolina del Sud).

## Evento
Questo fu lo show di preparazione per il pay-per-view The Great American Bash. Bam Bam Bigelow fu squalificato quando si rifiutò di lasciare la presa di soffocamento su Tommy Rich dopo il conteggio di 5 da parte dell'arbitro. I Midnight Express furono squalificati quando Stan Lane afferrò l'arbitro per impedire il conteggio di uno schienamento. Nel main event Ric Flair fu squalificato quando i Four Horsemen interferirono in suo favore nel match che lo vedeva contrapposto a Junkyard Dog.

## Risultati
| N. | Risultati | Stipulazione                                                 | Durata |
| -- | --- | ------------------------------------------------------------ | ------ |
| 1  | The Southern Boys (Steve Armstrong & Tracy Smothers) sconfissero The Fabulous Freebirds (Michael Hayes & Jimmy Garvin)                                    | Tag team match                                               | 07:29  |
| 2  | Tommy Rich sconfisse Bam Bam Bigelow (con Oliver Humperdink) per squalifica                                                                               | Single match                                                 | 03:46  |
| 3  | Tom Zenk & Mike Rotunda sconfissero Fatu & Samoan Savage                                                                                                  | Tag team match                                               | 05:25  |
| 4  | Mean Mark (con Paul E. Dangerously) sconfisse Brian Pillman                                                                                               | Single match                                                 | 05:40  |
| 5  | The Rock 'n' Roll Express (Ricky Morton & Robert Gibson) sconfissero The Midnight Express (Bobby Eaton & Stan Lane) (c) (con Jim Cornette) per squalifica | Tag team match per l'NWA United States Tag Team Championship | 12:08  |
| 6  | Barry Windham sconfisse Doug Furnas | Single match                                                 | 05:40  |
| 7  | Lex Luger sconfisse Sid Vicious | Single match                                                 | 00:26  |
| 8  | Doom (Ron Simmons & Butch Reed) (con Teddy Long) sconfissero The Steiner Brothers (Rick & Scott)                                                          | Tag team match per l'NWA World Tag Team Championship         | 11:19  |
| 9  | Paul Orndorff sconfisse Arn Anderson | Single match                                                 | 11:39  |
| 10 | Junkyard Dog sconfisse Ric Flair (c) (con Ole Anderson) per squalifica                                                                                    | Single match per l'NWA World Heavyweight Championship        | 06:37  |